# Cyrtandra dolichopoda
Cyrtandra dolichopoda är en tvåhjärtbladig växtart som beskrevs av Brian Laurence Burtt. Cyrtandra dolichopoda ingår i släktet Cyrtandra och familjen Gesneriaceae. Inga underarter finns listade i Catalogue of Life.